# Елена Ласкони
Елена-Валерика Ласкони (на румънски: Elena-Valerica Lasconi) е кмет на Къмпулунг, румънски политик и бивш журналист. На 26 юни 2024 г. печели вътрешнопартийните избори за председател на партията Съюз за спасение на Румъния (USR) с 68,14% от гласовете – срещу Кристиан Зайдлер и Раду Хосу. В речта си след победата Ласкони подчертава необходимостта от възстановяване позициите на партията сред румънското общество и консолидиране на демокрацията в Румъния.
От 2020 г. е кмет на община Къмпулунг, окръг Арджеш, а на местните избори през 2024 г. печели за втори път кметския стол. Преди да влезе в политиката, Ласкони има журналистическа кариера. Работи като водещ и кореспондент за Pro TV между 1995 и 2019 г.
Елена Ласкони стига на балотаж срещу Калин Джорджеску на президентските избори през 2024 г., ползвайки се с безрезервна подкрепа за отменения балотаж от Лудовик Орбан и ръководения от него Алианс на либерално-консервативните десни сили (AFDLC), както и от партията Обновяване на европейския проект на Румъния (REPER), основана от Дачиан Чолош.
На 8 декември 2024 г. Ласкони излиза с безпрецедентно отворено писмо до новоизбрания президент на САЩ Доналд Тръмп, обвинявайки Русия, че е повлияла върху решението на Конституционния съд на Румъния да анулира резултата от първия тур на президентските избори в страната, състояли се на 1 декември 2024 г. В отвореното си писмо до Тръмп Ласкони отрича, че е кандидат на Джордж Сорос, изразявайки опасението си, че анулирането на президентския вот тласка страната в ръцете на Русия посредством диктатура.